# Acropentias serratalis
Acropentias serratalis là một loài bướm đêm trong họ Crambidae.